# Gmina Bobrowice
Die Gmina Bobrowice ist eine Landgemeinde im Powiat Krośnieński der Woiwodschaft Lebus in Polen. Ihr Sitz ist das gleichnamige Dorf (deutsch Bobersberg) mit etwa 960 Einwohnern.
In der Ortschaft Dychów befindet sich ein Wasserkraftwerk, erbaut in den Jahren 1934–1937.

## Geographie
Die Gemeinde liegt etwa 15 Kilometer östlich von Guben und der deutschen Grenze. Sie grenzt im Norden an die Gemeinde der Kreisstadt Krosno Odrzańskie (Crossen an der Oder).  Die Woiwodschafts-Hauptstadt Zielona Góra (Grünberg) liegt 20 Kilometer östlich. Zu den Gewässern gehört der Fluss Bober und mehrere Seen, die zum Lebuser Seeland gehören – 2005 Europas „Landschaft des Jahres“.

## Gliederung
Zur Landgemeinde Bobrowice gehören folgende Ortschaften mit Schulzenamt und zugehörige Ortschaften (deutsche Namen bis 1945):
| - Barłogi (Berloge) - Bobrowice (Bobersberg) mit Młyniec (Neumühl) - Bronków (Brankow) mit Bronkówek (Brankower Theerofen), Czeklin (unbewohnt) (Schegeln) und Kołatka (Blochbude) - Brzezinka (Klein Deichow) - Chojnowo (Kunow) - Chromów (Chrumow) - Dachów (Dachow) - Dęby (Daube) | - Dychów (Deichow) mit Prądocinek (Neubrück) - Janiszowice (Jähnsdorf) - Kukadło (Kuckädel) mit Lubnica (Leimnitz Vorwerk) - Przychów (Preichow) - Strużka (Seedorf) - Tarnawa Krośnieńska (Tornow) - Wełmice (Wellmitz) - Żarków (Sarkow) |

## Persönlichkeiten
- Georg Wenzeslaus von Knobelsdorff (1699–1753), Baumeister, Maler und Architekt; geboren auf Gut Kuckädel (Kukadło).
- Leo Girndt (1834–1913), deutscher Jurist und Politiker
- Rudolf Nehmer (1912–1983), deutscher Maler und Grafiker
- Ingrid Wessel (* 1942), deutsche Historikerin